# The New Woody Woodpecker Show
The New Woody Woodpecker Show (bra: O Novo Pica-Pau; prt: O Pica-Pau) é uma série de desenho animado estadunidense feita em 1999 pela Universal Animation Studios. É baseada na série de curta-metragens clássica de mesmo nome, do criador e animador Walter Lantz. Foi criada e desenvolvida pelo animador Bob Jaques e co-desenvolvida pela desenhista de storyboard Kelly Armstrong. Jaques co-dirigiu os primeiros 13 episódios ao lado de Alan Zaslove, até o 14º episódio, onde Zaslove se torna o único diretor. Foi produzido pela Universal Cartoon Studios e foi ao ar de 8 de maio de 1999 até 27 de julho de 2002 na Fox Kids nos Estados Unidos.
É uma versão atualizada de The Woody Woodpecker Show com personagens da série original e alguns novos aparecendo em seus próprios segmentos, de maneira semelhante aos curtas originais Looney Tunes da Warner Bros. Cada episódio de 22 minutos consiste em três segmentos, geralmente dois do Pica-Pau e um do Picolino (chamado na dublagem de Chilly Willy) ou da Winnie (chamada de Paulina em dublagens antigas e materiais impressos), e de vez em quando, um de Toquinho e Lasquita (que nos novos episódios foram chamados de "Knothead & Splinter", como no original em inglês)  também estrelando em alguns segmentos. Foram produzidos 53 episódios, com 157 segmentos.